# Doo Wop (That Thing)
Pour les articles homonymes, voir Doo Wop (homonymie).
Singles de Lauryn Hill
Ex-Factor
(1998)
Pistes de The Miseducation of Lauryn Hill
To Zion Superstar
Doo Wop (That Thing) est le premier single solo de la chanteuse américaine Lauryn Hill. Cette chanson apparaît sur son premier album solo The Miseducation of Lauryn Hill. Écrite et produite par Hill, cette chanson est sortie en tant que single phare de l'album en juillet 1998. Ce fut la première et dernière première place de Lauryn Hill au Billboard Hot 100 dans sa carrière. Cette chanson a gagné le Grammy Award de la meilleure prestation vocale R&B féminine et celui de la meilleure chanson R&B aux Grammy Awards de 1999 le 24 février 1999. Doo Wop (That Thing) s'est placée directement numéro un du Billboard Hot 100, en faisant la dixième chanson ayant réussi cette performance dans l'histoire de ce classement, mais surtout le premier single solo.

## Composition et paroles
La chanson est un avertissement de Lauryn Hill aux hommes et femmes afro-américains pris qui sont perdus. À la fois les femmes qui « essayent d'être hard rock alors qu'elles sont comme un joyau » et les hommes qui sont « plus concernés par leurs enjoliveurs de Timberland que par les femmes », sont interpellés par Lauryn Hill qui leur conseille de ne pas laisser "cette chose" (that thing) gâcher leur vie.
Le refrain a été salué pour sa façon de promouvoir l'égalité entre les sexes.

## Sortie et réception
Les deux premiers singles solo de Lauryn Hill sont issus de la bande originale de deux films. Le premier est The Sweetest Thing pour le film Love Jones et une reprise de Frankie Valli avec sa chanson de 1967 Can't Take My Eyes Off You pour le film Complots tous les deux sortis en 1997.
Doo Wop (That Thing), sortie en 1998, est sa première chanson de son album solo et a été un grand succès. Elle est devenue le dixième single a entré directement à la première place du Billboard Hot 100 et le premier par une rappeuse. Elle y est restée deux semaines à l'automne 1998. Dans le classement R&B du Billboard, elle est restée trois semaines à la deuxième place en novembre 1998 derrière Nobody's Supposed to Be Here de Deborah Cox. Cette chanson a gagné deux Grammy Awards en février de l'année suivante. Le succès de Doo Wop et de l'album The Miseducation of Lauryn Hill a permis à Lauryn Hill de s'affranchir du succès qu'elle a connu avec son groupe The Fugees, en tant qu'artiste solo. En 1999, Doo Wop (That Thing) s'est classée numéro 2 des meilleures chansons de l'année 1998 par le sondage annuel Pazz & Jop de The Village Voice, après The Rockafeller Skank de Fatboy Slim.

## Récompenses et succès
Doo Wop (That Thing) a été classée 359e de la liste des 365 meilleures chansons du siècle Songs of the Century publiée par la RIAA.
La chanson a gagné le Grammy Award de la meilleure prestation vocale R&B féminine et celui de la meilleure chanson R&B aux Grammy Awards de 1999 le 24 février 1999.
Le clip vidéo a gagné quatre MTV Video Music Awards en 1999 pour : meilleure vidéo féminine, meilleure vidéo R&B, meilleure direction artistique et vidéo de l'année.

## Clip vidéo
Le clip vidéo a été filmé à Washington Heights à Manhattan et montre deux Lauryn Hill chantant côte à côte dans une fête de quartier. Sur le côté gauche de l'écran, elle est habillée dans une robe colorée et zébrée rappelant le style des années 1960, rendant hommage au vieux R&B et au doo wop. À droite de l'écran, dans le présent, Lauryn Hill rend hommage la culture hip hop.
Paul Schrodt de Slant Magazine encense le clip vidéo de Doo Wop, constatant que « Le clip vidéo partagé en deux écrans qui en résulte est le témoignage le plus époustouflant de ce qu'est le mouvement neo soul,. »

## Reprises et sampling
En 1999, le rappeur philippin Francis Magalona a enregistré une version parodique intitulée Bading ang Dating qui apparaît sur les albums Interscholastic et The Best of Francis M en 2002.
Teyana Taylor, qui a signé en 2012 dans le label de Kanye West G.O.O.D. Music, a sorti un mix au début de l'année 2012 intitulé The Misunderstanding of Teyana Taylor, qui montre l'influence que Lauryn Hill a sur son travail. L'une des pistes Lauryn's Interlude est une version a capella écourtée de la chanson de Lauryn Hill.
Le groupe Mr. Bungle joue souvent un extrait de Doo Wop en tant que fin de leur chanson Travolta (Quote Unquote) jouée simultanément avec Ei Raat Tomar Amar de Hemanta Mukherjee pendant leurs concerts live à la fin des années 1990.
Devendra Banhart a repris la chanson durant ses performances live notamment Bonnaroo en 2006, le Pitchfork Music Festival et le Tim Festival de 2006 au Brésil.
Amy Winehouse a également incorporé un morceau de la chanson dans son titre He Can Only Hold Her de ses concerts live de 2006, 2007 et 2008.
Rihanna a repris la chanson lors du Glow in the Dark Tour de Kanye West en 2008.
La chanson a été reprise en espagnol par Anita Tijoux en collaboration avec le producteur Quantic en 2013.
Dans l'épisode Back-Up Plan de Glee se trouve une reprise chantée par Mercedes Jones (Amber Riley) et Santana Lopez (Naya Rivera) en 2014.
Le film Pitch Perfect 2 de 2015 inclut une reprise de la chanson par la chanteuse Ester Dean.
Le rappeur Drake a samplé la chanson pour créer le titre Draft Day.
En juillet 2014, MKL a sorti un remix de Doo Wop.

## Liste des pistes
| Royaume-Uni CD1 1. Doo Wop (That Thing) [radio edit] – 4:00 2. Doo Wop (That Thing) [Gordon's Dub] – 4:00 3. Doo Wop (That Thing) [instrumental] – 4:00 Royaume-UniCD2 1. Doo Wop (That Thing) [album version] – 4:59 2. Lost Ones [album version] – 5:33 3. Forgive Them Father – 3:05 | Single australien 1. Doo Wop (That Thing) [radio edit] – 4:00 2. Doo Wop (That Thing) [Gordon's Dub] – 4:00 3. Lost Ones – 5:33 4. Tell Him – 4:40 5. Can't Take My Eyes Off You – 4:03 |

## Classements
| Classement (1998–99)                    | Meilleure position |
| --------------------------------------- | ------------------ |
| Australie (ARIA)                        | 35                 |
| Autriche (Ö3 Austria Top 40)            | 33                 |
| Belgique (Flandre Ultratop 50 Singles)  | 35                 |
| Belgique (Wallonie Ultratop 50 Singles) | 15                 |
| Canada (RPM)                            | 2                  |
| France (SNEP)                           | 23                 |
| Allemagne (Media Control AG)            | 17                 |
| Irlande (IRMA)                          | 12                 |
| Pays-Bas (Nederlandse Top 40)           | 4                  |
| Pays-Bas (Single Top 100)               | 4                  |
| Écosse (OCC)                            | 14                 |
| Suède (Sverigetopplistan)               | 39                 |
| Suisse (Schweizer Hitparade)            | 10                 |
| Royaume-Uni (UK Singles Chart)          | 3                  |
| Royaume-Uni (UK R&B Chart)              | 1                  |
| États-Unis (Hot 100)                    | 1                  |
| États-Unis (Rap Songs)                  | 1                  |
| États-Unis (R&B/Hip-Hop Songs)          | 2                  |
| États-Unis (Pop Airplay)                | 29                 |
| États-Unis (Rhythmic Songs)             | 1                  |

| Chart (1998)                     | Position |
| -------------------------------- | -------- |
| Germany (Official German Charts) | 97       |
| Chart (1999)                     | Position |
| Canadian RPM Dance Chart         | 9        |
| US Billboard Hot 100             | 41       |

## Certifications
| Pays       | Certification | Date | Ventes certifiées |
| ---------- | ------------- | ---- | ----------------- |
| États-Unis | Or            | 1998 | 500 000           |